# 8 căpățâni într-un sac
8 căpățâni într-un sac (1997) (titlu original 8 Heads in a Duffel Bag) este un film american comedie-neagră cu Joe Pesci și David Spade în rolurile principale. Acest film marchează debutul regizoral al scenaristului Tom Schulman. 

## Prezentare
Tommy Spinelli (Joe Pesci) trebuie să ducă în două zile o geantă plină cu capete către un șef al mafiei (ca dovadă a acestor morți). În timp ce se urcă într-un avion încurcă geanta accidental cu Charlie Pritchett (Andy Comeau), un tânăr turist american care pleacă în Mexic s-o vadă pe prietena sa Laurie (Kristy Swanson) și pe părinții ei.

## Distribuția
- Joe Pesci este Tommy Spinelli
- Andy Comeau este Charlie Pritchett
- Kristy Swanson este Laurie Bennett
- George Hamilton este Dick Bennett
- Dyan Cannon este Annette Bennett
- David Spade este Ernie
- Todd Louiso este Steve
- Anthony Mangano este Rico
- Joe Basile este Benny
- Ernestine Mercer este Fern